# Сванидзе, Прокофий Николаевич
Проко́фий Никола́евич Свани́дзе (1914 — 1987) — работник советского сельскохозяйственного производства, бригадир табаководческой бригады (Абхазская АССР), дважды Герой Социалистического Труда (1948, 1951).

## Биография
Родился 25 апреля (8 мая) 1914 года в Лечхумском уезде Кутаисской губернии (ныне [[Цагерский муниципалитет}} Грузии).
В 1933 году вступил в колхоз села Цхукушери Цагерского района. В 1940 году перешёл в колхоз имени Сталина села Хеивани Гагрского района Абхазской АССР, с 1945 бригадир табаководов.
Активный участник Великой Отечественной войны. С 1941 года — в Красной Армии, Призван Гагринским РВК, Грузинская ССР, Абхазская АССР, Гагрский район. Воевал в составе частей Кавказского фронта. 24 сентября 1942 года был ранен.
В 1944—1945 годах — заряжающий 82-милиметровых миномётов 3-го стрелкового батальона и наводчик миномёта 2-го стрелкового батальона 220-го гвардейского стрелкового полка 79-й гвардейской стрелковой дивизии. Участник операции по форсированию реки Висла. Его расчёт с товарищами форсировали Вислу (южнее Варшавы) и овладели магнушевским плацдармом. Оборона плацдарма продолжалась до середины января 1945 года С 14 января 1945 года, затем принимали участие в Висло-Одерской стратегической операции (12 января — 3 февраля). За форсирование Вислы и расширение плацдарма гвардии младший сержант Сванидзе был награждён орденом Славы III степени.
Особенно отличился в Берлинской стратегической операции (16 апреля — 8 мая 1945 г.). За образцовое выполнение заданий командования в боях с немецкими захватчиками при прорыве обороны противника на подступах к Берлину и штурме города и проявленные при этом доблесть и мужество был награждён орденом Славы II степени.
Боевой путь гвардии младший сержант Сванидзе Прокофий Николаевич закончил штурмом Берлина в составе 220-го гвардейского стрелкового полка 79-й гвардейской стрелковой Запорожской ордена Ленина Краснознамённой орденов Суворова и Богдана Хмельницкого дивизии 28-го гвардейского стрелкового Люблинского Краснознамённого ордена Суворова корпуса 8-й гвардейской армии 1-го Белорусского фронта.
Демобилизовавшись из Красной Армии, работал бригадиром табаководов колхоза имени Сталина в селе Хеивани Гагрского района Абхазской АССР Грузинской ССР.
Получал урожаи табака сорта «Самсун» свыше 20 ц/га. В 1947 году вырастил в среднем по 22,19 центнера листьев табака участке площадью 11 гектаров.
Указом Президиума Верховного Совета СССР от 21 февраля 1947 года «за получение высоких урожаев кукурузы и табака в 1947 году» удостоен звания Героя Социалистического Труда с вручением ордена Ленина и золотой медали «Серп и Молот».
В последующие 3 года подряд после присвоения ему звания Героя Социалистического Труда добивался высоких показателей в сельском хозяйстве и получил урожай табака сорта «Самсун» № 27 с гектара в 1948 году по 24,9 центнера на площади 12,5 гектара, в 1949 году по 29,5 центнера на площади 13 гектаров, в 1950 году по 20,3 центнера на площади 11,8 гектара.
Указом Президиума Верховного Совета СССР от 8 мая 1951 года Сванидзе Прокофий Николаевич награждён второй золотой медалью «Серп и Молот». Стал дважды Героем Социалистического Труда.
Выйдя на пенсию, жил в городе Цхакая (ныне — Сенаки) Грузинской ССР (ныне — Грузия). Персональный пенсионер союзного значения.
Умер 29 марта 1987 года.

## Награды
- Золотая медаль «Серп и Молот» (21.02.1948) — за высокие урожаи табака
- Золотая медаль «Серп и Молот» (08.05.1951) — за высокие показатели в сельском хозяйстве
- Орден Ленина (21.02.1948)
- Орден Ленина (3.05.1949)
- Орден Ленина (6.10.1950)
- Орден Отечественной войны II степени (11.03.1985)[7]
- Орден Славы II степени (11.06.1945)[6]
- Орден Славы III степени (17.08.1944)[5]
- Медаль «За оборону Кавказа» (1943)
- Медаль «В ознаменование 100-летия со дня рождения Владимира Ильича Ленина» (6 апреля 1970)
- Медаль «За взятие Берлина» (9.5.1945)
- Медаль «За трудовое отличие» (2.04.1966)
- Медаль «За победу над Германией в Великой Отечественной войне 1941—1945 гг.» (9 мая 1945[8])
- Юбилейная медаль «Двадцать лет Победы в Великой Отечественной войне 1941—1945 гг.» (7 мая 1965[9])
- Юбилейная медаль «Тридцать лет Победы в Великой Отечественной войне 1941—1945 гг.»[10]
- Медаль «Сорок лет Победы в Великой Отечественной войне 1941-1945 гг.»[11]
- Медаль «Ветеран труда»
- Медаль «30 лет Советской Армии и Флота»[12]
- Юбилейная медаль «40 лет Вооружённых Сил СССР»[13]
- Юбилейная медаль «50 лет Вооружённых Сил СССР» (26 декабря 1967[14])
- Юбилейная медаль «60 лет Вооружённых Сил СССР» (28 января 1978[15])
- Знак «Гвардия»
- Знак МО СССР «25 лет Победы в Великой Отечественной войне» (24 апреля 1970)

## Память
- На могиле установлен надгробный памятник.
- Его имя увековечено в Главном Храме Вооружённых сил России, и навсегда запечатлено на мемориале «Дорога памяти»